# Tandy Corporation
Tandy Corporation és una empresa familiar estatunidenca fundada el 1919, que produïa articles de cuir en Fort Worth, Texas, i que es va tornar coneguda en adquirir el 1963 i donar el seu nom a la RadioShack Corporation de Cambridge, Massachusetts. El nom Tandy va ser abandonat el maig de 2000, quan RadioShack Corporation es va tornar el nom oficial (a excepció del Regne Unit, on el nom «RadioShack» fins i tot és en ús)